# Pôchouse
La pôchouse o pauchouse es una especialidad gastronómica de las regiones francesas de la Borgoña y el Franco Condado (y más concretamente de la comuna de Verdun-sur-le-Doubs).
Se trata de un estofado de pescados troceados cocidos en vino blanco al que al final se le añade mantequilla y harina. Para ello típicamente se mezclan peces de río con carnes grasas (como la anguila o la tenca) con otros de carne más suave (como la perca o el lucio). Suele servirse acompañada de tostas de pan untado en ajo.
Una hermandad dedicada a este plato (la Confrérie des Chevaliers de la Pôchouse) existe en 
Verdun-sur-le-Doubs desde 1949 celebrando capítulo todos los octubres.